# Omar Ould Hamaha
Omar Ould Hamaha, né le 5 juillet 1963 à Kidal et tué par l'armée française le 4 ou le 8 mars 2014, dans la région de Kidal, est un djihadiste malien qui au cours de la guerre du Mali a occupé des fonctions de commandement, au sein de différents groupes armés ; AQMI, le MUJAO, Ansar Dine, puis Al-Mourabitoune,,,.

## Biographie

### Jeunesse
Omar Ould Hamaha se déclare né en 1963, à Kidal, en territoire touareg. Il est issu d'une famille nombreuse de nomades berabiches. Son père est goumier dans une unité mobile de l'armée. Après des études à Tombouctou, au collège, puis au lycée franco-arabe, il obtient son baccalauréat en sciences en 1984. Il choisit ensuite d'aller étudier le Coran dans une madrasa en Mauritanie.

### Conversion au jihadisme
À son retour à Tombouctou, en 1990, les Touaregs et certains clans arabes se soulèvent contre Bamako. L'un de ses frères, membre du Front islamique arabe de l'Azawad, est tué par l'armée malienne. Il échappe à la répression militaire et adhère au mouvement Tabligh, un courant d’origine pakistanaise qui s’emploie à répandre l’islam par le prêche, et entame un tour du monde au cours duquel il se convertit aux idées jihadistes au milieu des années 2000.
Omar Ould Hamaha rejoint alors Al-Qaida au Maghreb islamique (AQMI) comme lieutenant de Mokhtar Belmokhtar, émir de la brigade Al-Moulathimin, qui s'enrichit grâce aux trafics divers et aux enlèvements d'Occidentaux. Le 14 décembre 2008 entre Samira et Niamey au Niger, avec deux de ses hommes, il enlève deux diplomates canadiens : Robert Fowler et Louis Guay. Libéré le 21 avril 2009 après le versement d'une rançon, Robert Fowler indiqua qu'Omar Ould Hamaha tenta inlassablement de le convertir à l'islam,,. À la fin de l'année 2009, Omar apparaît dans une vidéo en train de s’entraîner avec d’autres jihadistes aux côtés de Mokhtar Belmokhtar, dont la femme n'est autre que la nièce d'Omar.

### Rôle durant l'occupation du nord du Mali par les groupes islamistes
Début 2012, il rallie le groupe Ansar Dine pour des raisons inconnues avec lequel il conquiert Tombouctou le 1er avril 2012 avant de s’illustrer lors de la bataille de Gao contre le MNLA.
Il rejoint ensuite le Mouvement pour l'unicité et le jihad en Afrique de l'Ouest (MUJAO), dont il devient le porte-parole, afin de rallier à sa cause des combattants issus des communautés touarègues et arabes et d'enrôler des recrues originaires de toute l'Afrique de l'Ouest.
Vers fin décembre 2012 ou début janvier 2013, il crée une nouvelle katiba, baptisée Ansar al-Charia. Elle combat au sein d'Ansar Dine et arbore des étendards blancs sur lesquels sont écrits la chahada. Elle est constituée principalement d'Arabes bérabiches de la région de Tombouctou. Elle comporterait également des transfuges du MAA,.

### Après l'opérationServal
En janvier 2013, il est à Tombouctou lorsque débute l'opération Serval. Il quitte la ville dès les premiers bombardements français et se dirige vers la frontière algérienne. Il vit un temps dans les environs de la ville frontalière de Bordj Badji Mokhtar, avec son lieutenant Hamadou Ould Cherif.
En 2013, il semble suivre à nouveau Mokhtar Belmokhtar et rejoindre les Signataires par le sang. Dans une vidéo publiée en septembre 2013 il est présenté comme le chef de guerre de la katiba Al-Mouthalimin (les Enturbannés),.

Le 3 juin 2013, la tête d'Omar Ould Hamaha est mise à prix par les États-Unis pour trois millions de dollars.

### Mort
D'après RFI, Omar Ould Hamaha aurait été tué au nord du Mali dans le bombardement de l'Ametettaï, la nuit du 4 au 5 mars 2014,. Contactée par Reuters, une source militaire malienne déclare pour sa part qu'il « a été tué lors d'une opération aérienne française dans le Tigharghar », en précisant « C'est ce que nous ont indiqué les services de renseignement hier ». Cependant, d'après un rapport des Nations unies obtenus par l'Associated Press, Omar Ould Hamaha aurait en fait été tué avec deux autres djihadistes le 8 mars, à environ 200 kilomètres au nord-est de Tombouctou, lors d'une fusillade avec des soldats français. Le 20 mars, le ministre français de la Défense Jean-Yves Le Drian confirme la mort d'Oumar Ould Hamaha.
Cependant le 14 avril 2014, Abou Assem Al-Mouhajir, porte-parole d'AQMI conteste ces déclarations et affirme que « Omar Ould Hamaha est bien vivant. Il n'a pas été tué par les Français contrairement aux déclarations du ministre français de la Défense et des médias français ». De leur côté, les services français persistent et confirment qu'Omar Ould Hamaha est bel et bien mort.
Finalement, en février 2016, Omar Ould Hamaha est présenté comme « martyr » dans une vidéo d'AQMI, qui confirme ainsi sa mort.